# Graphandra
- Commons
- Wikispecies

Graphandra J.B.Imlay, segundo o Sistema APG II, é um gênero botânico da família Acanthaceae, natural da Tailândia.

## Espécie
Apresenta uma única espécie:
- Graphandra procumbens
- «Lista das espécies»

## Nome e referências
Graphandra J.B.Imlay, 1939

## Classificação do gênero
| Sistema | Classificação                       | Referência            |
| ------- | ----------------------------------- | --------------------- |
| APG II  | Ordem Lamiales, família Acanthaceae | APweb, versão 9, 2008 |